# Olen
Olen (Kr. e. 8. század?) görög költő
Egyes feltételezések szerint nem létező személy, hanem mitológiai alak volt. Lükiából, vagy a mesés hüperboreoszok földjéről származott, és az Apollón-kultusz himnusz- és jósköltője volt. Neki tulajdonítják a hexameter feltalálását, mások ezt Orpheusznak tulajdonítják (Hérodotosz). Szintén Hérodotosz tesz említést arról, hogy a déloszi kultusz megalapítói számára Olen írt himnuszt, amely az istenek külön elnevezéseit tartalmazta, ebben minden bizonnyal az epikus jelzők mintájára a himnuszokban magasztalt istenek jelzőit alkotta meg. Kora a Kr. e. 8. századra eshetett, amikor e kultusz főképp Déloszban virágzott.